# شيومونتي
شيومونتي (وبالفرنسية:Chaumont ، وبالبيدمونتية:Cimon) هي كومونا (بلدية) داخل مدينة تورينو الحضرية في منطقة بيدمونت الإيطالية ، وتقع على بعد حوالي 60 كيلومتر (37 ميل) غرب تورينو. واشتق اسم المدينة من الكلمة اللاتينية Calcis Mons ، والتي تعني المنطقة ذات التربة الغنية بالكالسيوم. قبل القرن الثامن ، كانت مدينة شيومونتي تقع على الجانب الجنوبي من واديها الحالي ، ولكن بعد الانهيار الأرضي ، نُقلت المدينة إلى موقعها الحالي.
تحد شيومونتي البلديات التالية: Giaglione و Exilles و Gravere و Usseaux .
وتضم معالمها كنيسة سانتا ماريا التي تعود للقرن الخامس عشر.
تُعرف شيومونتي بنبيذها المثلج وهي واحدة من المناطق القليلة في إيطاليا التي تنتج هذا النوع من النبيذ.

## روابط خارجية
- الموقع الرسمي
- نبيذ شيومونتي المثلج